# Giuseppe Borghese
Giuseppe Borghese (Barberino del Mugello, 1906 – Gandesa, 22 settembre 1938) è stato un militare italiano, decorato di medaglia d'oro al valor militare alla memoria e con la croce laureata dell'Ordine di San Ferdinando spagnola nel corso della guerra di Spagna.

## Biografia
Nacque a Barberino del Mugello, provincia di Firenze nel 1906, figlio di Marco. Conseguita la laurea in scienze politiche e commerciali presso l'università di Friburgo (Svizzera), dopo essersi arruolato nel Regio Esercito dall’agosto 1927 frequentò il corso allievi ufficiali nella Scuola di applicazione di cavalleria in Pinerolo. Promosso sottotenente dell'arma di cavalleria nell'aprile 1928 prestò servizio di prima nomina nel Reggimento "Piemonte Cavalleria" (2º). In seguito di caduta da cavallo durante il servizio, il 28 agosto dello stesso anno dopo una lunga degenza in ospedale fu dichiarato permanentemente inabile al servizio e posto in congedo. A Nel maggio 1938 si arruolò nel Tercio Spagnolo per combattere nella guerra di Spagna ed assunto il comando della 2ª compagnia della 4ª bandera del 2º Reggimento del Tercio combatté sul fronte di Catalogna e poi sul fronte dell'Ebro. Rimasto gravemente ferito il 9 settembre dello stesso anno alla testa del suo reparto, morì presso l'ospedale da campo di Batea (Tarragona) a seguito delle ferite riportate. Alla sua memoria il governo spagnolo decretò la concessione della Croce laureata dell'Ordine di San Ferdinando, mentre quello italiano della medaglia d'oro al valor militare alla memoria.